# يوهي أوتاكي
يوهي أوتاكي (باليابانية: 大竹 洋平) (مواليد 2 مايو 1989)، هو لاعب كرة قدم ياباني سابق كان يلعب كلاعب وسط.

## وصلات خارجية
- يوهي أوتاكي على موقع رابطة كرة القدم اليابانية للمحترفين (اليابانية)
- يوهي أوتاكي على موقع إي إس بي إن إف سي (الإنجليزية)
- يوهي أوتاكي على موقع قاعدة بيانات كرة القدم.إي يو (الإنجليزية)
- يوهي أوتاكي على موقع Soccerway.com (الإنجليزية)
- يوهي أوتاكي على موقع عالم كرة القدم.نت (الإنجليزية)